# Ogawa Kunio

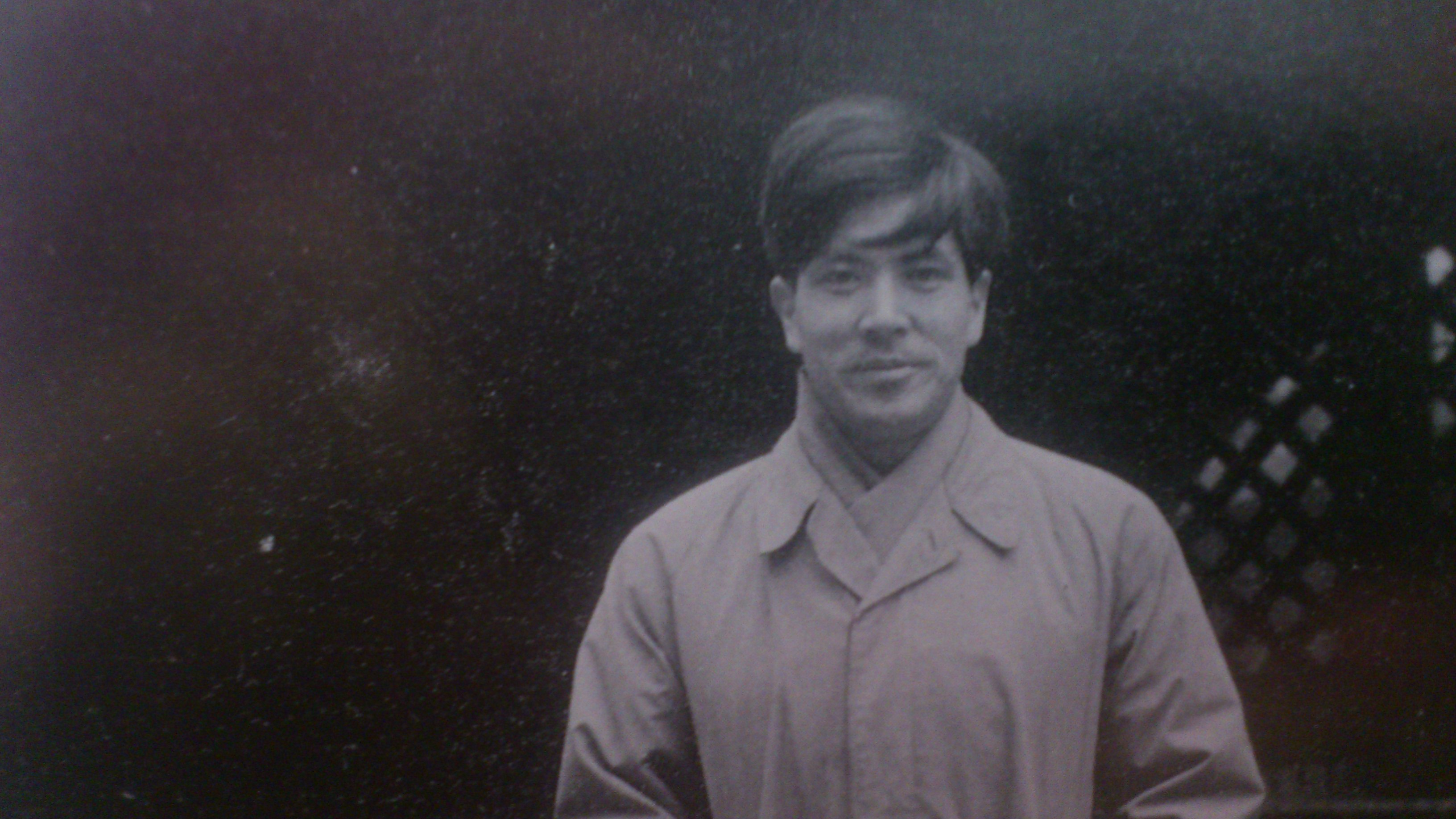
Ogawa Kunio

Ogawa Kunio (japanisch 小川 国夫; * 21. Dezember 1927 in Fujieda; † 8. April 2008 in Shizuoka) war ein japanischer Schriftsteller.

## Leben
Ogawa Kunio wurde in Fujieda im damaligen Landkreis Shida (heute das Gebiet Hommachi in Fujieda) als ältester Sohn von Ogawa Fujitarō (小川 富士太郎) und dessen Frau Maki (まき) geboren.
Nach einer zweijährigen Unterbrechung der Grundschule, wegen einer Lungenkrankheit, ging er 1942 auf die Shida-Mittelschule (heute die Higashi-Oberschule von Fujieda) und musste im Zuge einer Schülermobilmachung für die Kriegsindustrie in einer Werft helfen. Die Erfahrungen dieser Zeit spiegelten sich später in seinen Werken, beispielsweise in Dōin jidai (動員時代, Zeit der Mobilisierung), wider. 1946, nach Ende des Krieges, wechselte er an die Oberschule Shizuoka (heute die Universität Shizuoka) und trat mit der Taufe zum christlich-katholischen Glauben über. Sein Taufname lautete Augustino.
1950 begann er ein Studium der japanischen Literatur an der Universität Tōkyō. In der Zeitschrift Kindai Bungaku (近代文学, dt. „Moderne Literatur“) veröffentlichte er 1953 Tōkai no hotori (東海のほとり, dt. „Nahe des Japanischen Meeres“). Im Oktober desselben Jahres begab er sich nach Frankreich, wo er die Pariser Universität besuchte. Während dieses Studienaufenthaltes bereiste er auf einem Motorroller auch Spanien, Nordafrika, Italien und Griechenland. Die Erlebnisse dieser Reise veröffentlichte er 1953 in 22 kurzen Texten unter dem Titel Aporon no shima (アポロンの島, dt. „Apollons Insel“) auf eigene Kosten. 1956 kehrte er nach Japan zurück, verfolgte sein Studium jedoch nicht weiter, sondern widmete sich nun ganz einer schriftstellerischen Tätigkeit. Er gründete die Zeitschrift Seidō Jidai (青銅時代, dt. „Bronzenes Zeitalter“).
Ogawas Werke wurden mit zahlreichen Preisen ausgezeichnet: Für Itsumin (逸民) erhielt er 1986 den Kawabata-Yasunari-Literaturpreis, für Kanashimi no minato (悲しみの港) 1994 den Itō-Sei-Literaturpreis, für Hashisshu gyangu (ハッシシュ・ギャング) 1998 den Yomiuri-Literaturpreis. Er erhielt auch den Preis der japanischen Kunstakademie, in die er 2005 als Mitglied aufgenommen wurde. Von der 26. bis zur 33. Verleihung war Ogawa Kunio Mitglied des Auswahlkomitees des Kawabata-Yasunari-Literaturpreises.

## Werke (Auswahl)
- Ogawa Kunio Sakuhinshū. Kawade Shobō Shinja, Tōkyō 1974–76.
- アポロンの島 (Aporon no shima, Die Insel des Apoll, 1957), bestehend aus 4 Textzyklen, deren erster, エリコへ下る道 (Eriko e kudaru michi, Der Weg hinab nach Jericho), in seinen vier Prosatexten ((1) 枯木 (Kareki, Dürres Holz), (2) 貝の声 (Kai no koe, Muschelrauschen), (3) エリコへ下る道 (Eriko e kudaru michi, Der Weg hinab nach Jericho) und (4) 重い疲れ (Omoi tsukare, Große Müdigkeit)) aus dem Japanischen übersetzt von Otto Putz auf Deutsch vorliegt; in: Neue Rundschau, Band 1988/1, S. Fischer Verlag, Frankfurt am Main 1988, (2): S. 68–71 sowie Hefte für ostasiatische Literatur Nr. 7 (Juni 1988), (1): S. 87–89 und (3): S. 90–94 sowie Nr. 12 (März 1992), (4): S. 67–75, iudicium Verlag, München 1988 und 1992.
- Das Sprungbrett (跳躍台, Chōyakudai, 1987). Aus dem Japanische von Gisela Doi. In: Zeit der Zikaden. Japanisches Lesebuch. Erzählungen der Gegenwart, herausgegeben von Tadao Araki und Ekkehard May, R. Piper Verlag, München 1990, ISBN 3-492-11193-9, S. 128–142.[1]
- Ogawa Kunio Zenshū. Ozawa Shoten, Tōkyō 1991–95.